# Jens Wallays
Pour les articles homonymes, voir Wallays.
Jens Wallays (né le 15 septembre 1992 à Roulers) est un coureur cycliste belge, professionnel au sein de l'équipe Sport Vlaanderen-Baloise entre 2015 et 2017.

## Biographie
Fin 2014 il signe un contrat avec l'équipe continentale professionnelle Topsport Vlaanderen-Baloise.
Il met un terme à sa carrière cycliste à l'issue de la saison 2017,.
Son oncle Luc Wallays et son frère Jelle étaient également coureurs cyclistes.

## Palmarès et résultats

### Palmarès par année
- 2010
  - 3e de Gand-Menin
- 2011
  - 3e étape du Tour d'Eure-et-Loir (contre-la-montre par équipes)
- 2012
  - Circuit du Westhoek
  - 3e étape du Tour d'Eure-et-Loir (contre-la-montre par équipes)
- 2013
  -  Champion de Belgique sur route espoirs
  - Circuit du Westhoek
  - 2e du Grand Prix Etienne De Wilde
- 2014
  - Champion de Flandre-Occidentale du contre-la-montre espoirs
  - Côte picarde
  - Classement général du Tour du Piémont Vosgien

### Classements mondiaux
| Année           | 2014 |
| --------------- | ---- |
| UCI Europe Tour | 337e |